# شاوآسانا

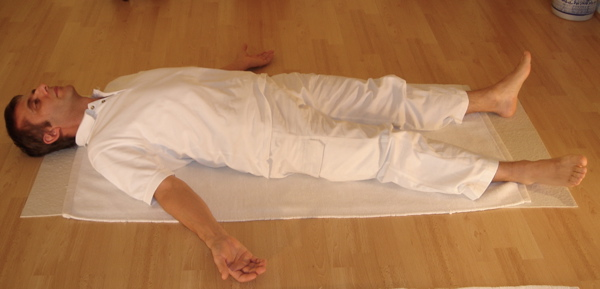
شاوآسانا

 شاواسانا (به انگلیسی: Savasana) یا حالت کالبدی یا حالت مرده یکی از آساناهای یوگا است. در این حالت جسم و ذهن به تن‌آرامی می‌رسند.
برای این حرکت ابتدا به پشت دراز کشیده و دستها را بازمی‌گذارند به طوری که کف دستها رو به آسمان باشد. پاها نیز بیشتر از عرض شانه باز است.
شخص، چشم‌هایش را بسته و آغاز به ریلکس کردن تمام بدن می‌کند؛ مثلاً از انگشتان پای راست شروع کرده، سپس انگشتان پای چپ، ساق پای راست، ساق پای چپ، ران‌ها، انگشتان دستها، کف دستها، تنه، شکم، سینه، شانه، گردن، سر، صورت و…
سپس فکر خود را بر روی تنفس متمرکز می‌کند و بدون فکر و بی هیچ حرکتی در همین حالت می‌ماند.
پس از پایان شاواسانا به آرامی به یک طرف بدن می‌چرخد و به آرامی بلند شده و می‌نشیند.